# 赤い糸 (Suaraの曲)
「赤い糸」（あかいいと）は、Suaraの9作目のシングル。2009年10月28日にフィックスレコードから発売された。

## 解説
- 2009年10月から12月まで放送されたテレビアニメ「WHITE ALBUM」後期エンディングテーマとして使用された。
- シングルでは初となる特別盤（ブルースペック盤）が発売された[1]。

## 収録曲
1. 赤い糸 [3:47]
作詞：須谷尚子、作曲・編曲：松岡純也
  - テレビアニメ「WHITE ALBUM」後期エンディングテーマ
2. 私だけ見つめて [5:07]
作詞：巽明子、作曲・編曲：衣笠道雄
3. 赤い糸 <instrumental>
4. 私だけ見つめて <Instrumental>